# Teresa Inglés
Teresa García Inglés, conocida como Teresa Inglés y con el seudónimo Cordelia (Barcelona, 1949-Granollers, 2009) fue una escritora y pintora española.

## Biografía y trayectoria
Teresa Inglés ingresó en el Institut del Teatre de Barcelona, donde dirigió la obra de ciencia ficción Sodomáquina (1968), del escritor Carlo Frabetti. Con este autor inició una relación artística y literaria y se convirtió en la coautora de gran parte de su obra en los años 70.
Otra obra del mismo autor, Erobótica, se preparó para su escenificación en la HispaCon de 1970, el segundo congreso de su historia. Sería protagonizada por Frabbetti en el papel de paria y Teresa Inglés como Nefelia, sin embargo, el evento no se llegó a celebrar por no conseguir la autorización administrativa.
1970 fue un año clave para el teatro de ciencia ficción en España y Teresa Inglés, entre sus múltiples actividades, fue partícipe e impulsora de una publicación monográfica dedicada al teatro en Yorick, recogiendo textos en los que se combinaban reflexión y creación.
Al mismo tiempo, formó parte de la Liga Antipatriarcal de Mujeres Antiautoritarias y Radicales (LAMAR), surgido en 1975 de la escisión del Colectivo Feminista de Barcelona, que después se convirtió en el partido Feminista. Después de leer un artículo de Carlo Frabetti titulado "Kárate y fascismo" publicado en la revista El viejo topo, contactaron con él interesadas en conocer dónde podían aprender técnicas de defensa personal. Finalmente fue Frabetti quien entrenó al colectivo al no encontrar a ningún instructor dispuesto a enseñar a mujeres en esas técnicas, debido al machismo de la época. Fue un aprendizaje mutuo y reconoció que "cobré conciencia de lo generalizado que estaba el machismo en todas sus manifestaciones, incluso en el seno de la izquierda (y en mi propia conducta, por supuesto)".
Teresa Inglés junto a sus compañeras de LAMAR, entrenadas en la defensa personal, formaron un comando de mujeres con el que realizaron diversas acciones en Barcelona, que impactaron en la ciudadanía de la época.
En 1970 publicó la obra dramática Complemento: Un hombre, escrita con Luis Vigil, en Nueva Dimensión. Dos años después fue reeditada como relato en Antología Española de ciencia ficción 2, de Raúl Torres.
Escribió el relato El jardín de alabastro en 1977 y fue seleccionado para una antología internacional, Twenty Houses of the Zodiac, realizada para la XXXVII Worldcon (New English Library, 1979; edición de Maxim Jakubowski).
Además de la escritura, cultivó la música, la danza, la pintura y el cómic con el seudónimo Ramonetta. En la revista Nuevo Fotogramas trabajó como crítica teatral.
En 2018, El jardín de alabastro se publicó en Distópicas, uno de los dos volúmenes que componen la Antología de escritoras españolas de ciencia ficción realizada por las escritoras y estudiosas del género Teresa López Pellisa y Lola Robles. Teresa Inglés, junto a otras autoras del género de ciencia ficción fueron incluidas en la que fue la primera antología dedicada a esta temática y a creadoras femeninas.
Vivió en el campo, a partir de finales de los años 70, después de sufrir una crisis personal. En los últimos años de su vida se dedicó a la pintura.

## Premios y reconocimientos
1977: Premio Nueva Dimensión, por su relato El jardín de alabastro.

## Obras
- Complemento: un hombre, (coescrita con Luis Vigil). Nueva Dimensión, 15. Mayo-junio, 1970.
- De R.U.R. al living. Triunfo, 489, 1972, suplemento especial dedicado a la ciencia ficción.
- El jardín de alabastro. Nueva Dimensión, 86. Febrero, 1977.